# Comuna Rättvik
Rättvik (Rättviks kommun) este o comună din comitatul Dalarnas län, Suedia, cu o populație de 10.766 locuitori (2013).

## Geografie

### Zone urbane
Lista celor mai mari zone urbane din comună (anul 2015) conform Biroului Central de Statistică al Suediei:
| Nr | Zona urbană             | Pop.  |
| -- | ----------------------- | ----- |
| 1  | Rättvik                 | 5.160 |
| 2  | Vikarbyn                | 1.193 |
| 3  | Nittsjö, Sätra și Backa | 575   |
| 4  | Boda                    | 528   |
| 5  | Furudal                 | 396   |
| 6  | Nedre Gärdsjö           | 363   |
| 7  | Gulleråsen              | 359   |

## Demografie
| \| Evoluția demografică în comuna Rättvik, 1970–2015 \| Evoluția demografică în comuna Rättvik, 1970–2015 \| Evoluția demografică în comuna Rättvik, 1970–2015 \| Evoluția demografică în comuna Rättvik, 1970–2015 \| Evoluția demografică în comuna Rättvik, 1970–2015 \| \| ----------------------------------------------------------------------------------------------------- \| ------------------------------------------------- \| ------------------------------------------------- \| ------------------------------------------------- \| ------------------------------------------------- \| \| An \| \| \| Locuitori \| \| \| 1970 \| 1970 \| \| 10 805 \| 10 805 \| \| 1975 \| 1975 \| \| 10 732 \| 10 732 \| \| 1980 \| 1980 \| \| 11 194 \| 11 194 \| \| 1985 \| 1985 \| \| 10 967 \| 10 967 \| \| 1990 \| 1990 \| \| 11 345 \| 11 345 \| \| 1995 \| 1995 \| \| 11 325 \| 11 325 \| \| 2000 \| 2000 \| \| 10 847 \| 10 847 \| \| 2005 \| 2005 \| \| 10 886 \| 10 886 \| \| 2010 \| 2010 \| \| 10 811 \| 10 811 \| \| 2015 \| 2015 \| \| 10 759 \| 10 759 \| \| Sursa: SCB - Statistika Centralbyrån, Folkmängd efter region, civilstånd, ålder och kön. År 1968–2016 \| \| \| \| \| |      |  |           |        |
| Evoluția demografică în comuna Rättvik, 1970–2015 |      |  |           |        |
| An |      |  | Locuitori |        |
| 1970 | 1970 |  | 10 805    | 10 805 |
| 1975 | 1975 |  | 10 732    | 10 732 |
| 1980 | 1980 |  | 11 194    | 11 194 |
| 1985 | 1985 |  | 10 967    | 10 967 |
| 1990 | 1990 |  | 11 345    | 11 345 |
| 1995 | 1995 |  | 11 325    | 11 325 |
| 2000 | 2000 |  | 10 847    | 10 847 |
| 2005 | 2005 |  | 10 886    | 10 886 |
| 2010 | 2010 |  | 10 811    | 10 811 |
| 2015 | 2015 |  | 10 759    | 10 759 |
| Sursa: SCB - Statistika Centralbyrån, Folkmängd efter region, civilstånd, ålder och kön. År 1968–2016 |      |  |           |        |